# Thymidinmonophosphat
Thymidinmonophosphat (TMP), auch Desoxythymidinmonophosphat, ist ein Nukleotid bestehend aus der Nukleobase Thymin und dem Pentosezucker Desoxyribose verestert mit Phosphorsäure. Es ist einer der Bausteine der DNA.

## Biosynthese

Biosynthese von dTMP aus dUMP durch Thymidylat-Synthase

Die Biosynthese von Thymidinmonophosphat (1b) erfolgt durch Methylierung von Desoxyuridinmonophosphat (1a), katalysiert durch das Enzym Thymidylat-Synthase (A). Die Methylgruppe stammt aus N5,N10-Methylentetrahydrofolat (2), das zu 7,8-Dihydrofolat (3) umgesetzt wird. Beim Rest R1 handelt es sich um 1-(2-Desoxy-β-D-ribofuranosyl)-, bei R2 um -benzoylglutaminsäure.
Um durch eine DNA-Polymerase in DNA eingebaut werden zu können, muss Thymidinmonophosphat mittels des Enzyms Thymidinkinase in Thymidindiphosphat und weiter durch eine Nucleosiddiphosphatkinase in Thymidintriphosphat umgesetzt werden.

## Nomenklatur
Desoxythymidinmonophosphat (dTMP) und Thymidinmonophosphat (TMP) werden in der Literatur häufig synonym verwendet. Mit der Vorsilbe „Desoxy“ wird in der Biochemie zwischen Nukleotiden mit Desoxyribose (Bausteine der DNA) und Ribose (Bausteine der RNA) differenziert. Da in der Natur fast ausschließlich die Desoxy-Derivate von Thymin vorkommen, hat sich im Gegensatz zu anderen Nukleobasenderivaten eine exakte Differenzierung und Nomenklatur nicht durchgesetzt.